# مریم المنصوری
سرگرد خلبان مریم حسن سالم المنصوری (به عربی: مريم حسن سالم المنصوري) (زاده ابوظبی) نخستین زن خلبان هواپیماهای جنگی در امارات متحده عربی است. این خلبان ۳۵ ساله در سال ۲۰۰۷ از «دانشکده خلبانی خلیفه بن زاید» در ابوظبی فارغ‌التحصیل شد و به عنوان یک خلبان ماهر هواپیمای جنگنده اف – ۱۶ شناخته شده است. وی فرماندهی جنگنده‌های اماراتی را در عملیات روز سه‌شنبه ۱ مهر ۱۳۹۳ (۲۳ سپتامبر ۲۰۱۴) علیه حکومت اسلامی (داعش) برعهده داشته است.

## اصالت لارستانی
به صدای روسیه، مشتان ("دبی